# مقبلة (سمعان)
مقبلة  قرية سوريّة تتبع إداريّاً لمحافظة حلب منطقة جبل سمعان ناحية حريتان، بلغ تعداد سكانها 378 نسمة حسب التعداد السكاني لعام 2004.